# Поліміксоморфи
Поліміксоморфи (Polymyxiomorpha) — надряд костистих риб. Включає один сучасний ряд та один ряд, що вимер у крейдяному періоді.

## Систематика
- Polymixiiformes
- †Ctenothrissiformes